# Opius glabriceps
Opius glabriceps är en stekelart som beskrevs av Fischer 1968. Opius glabriceps ingår i släktet Opius och familjen bracksteklar. Inga underarter finns listade i Catalogue of Life.